# Dorsum Von Cotta
Dorsum Von Cotta – grzbiet na powierzchni Księżyca  o długości około 199 km. Znajduje się na współrzędnych selenograficznych ☾ 23,2°N 11,9°W/23,200000 -11,900000. Dorsum Von Cotta znajduje się na obszarze Mare Serenitatis.
Nazwa grzbietu została nadana w 1976 roku przez Międzynarodową Unię Astronomiczną i pochodzi od Carla Bernarda von Cotty (1808-1879), niemieckiego geologa.